# Дандас, Лоуренс Олдред Мервин, 3-й маркиз Зетленд
Лоуренс Олдред Мервин Дандас, 3-й маркиз Зетленд (англ. Lawrence Aldred Mervyn Dundas, 3rd Marquess of Zetland; 12 ноября 1908 — 5 октября 1989) — британский аристократ, известный игрок в большой теннис в 1940-х годах. С 1929 по 1961 год он носил титул учтивости — граф Рональдсей.

## Биография
Родился 12 ноября 1908 года. Старший сын Лоуренса Дандаса, 2-го маркиза Шетланда (1876—1961), и Сайсели Арчдейл (1886—1973), дочери полковника Мервина Генри Арчдейла и Мэри де Бат.
Получил образование в школе Хэрроу (Хэрроу, Лондон) и Тринити-колледже в Кембридже (Кембриджский университет, Кембриджшир), где получил степень бакалавра искусств.
Лорд Рональдсей был адъютантом вице-короля Индии с 1930 по 1931 год. Участвовал во Второй мировой войне и упоминался в депешах. Он получил чин майора в йоменском полку Йоркширских гусар. В 1945 году он был награжден орденом «За эффективность».
Лорд Рональдсей выступал на чемпионатах всей Англии, Уимблдоне и, кроме того, в течение многих лет был председателем ипподрома Каттерик-Бридж и ипподрома Редкар. Он жил в Аск-Холле, недалеко от Ричмонда. Он был выбран кандидатом от консерваторов от Бата, если бы выборы состоялись в 1939/1940 годах.
6 февраля 1961 года после смерти своего отца Лоуренс Дандас унаследовал титулы 3-го маркиза Зетленда , 3-го графа Рональдсея  (графство Оркни),  5-го графа Зетленда , 7-го баронета Дандаса из Керса , Стерлингшир, и 6-го барона Дандаса из Аска , Йоркшир.
2 декабря 1936 года Лоуренс Дандас женился на Кэтрин Мэри Пенелопе Пайк (ок. 1914 — 19 августа 2003), дочери полковника Эбенезера Джона Леки Пайка (1884—1965), и его жены, художницы Олив Констанс Снелл (1888—1962). У супругов было четверо детей:
- Лоуренс Марк Дандас, 4-й маркиз Зетленд (род. 28 декабря 1937), старший сын и преемник отца
- Леди Серена Джейн Дандас (10 сентября 1940 — 22 ноября 2012), вышла замуж в 1964 году за капитана Найджела Иона Чарльза Кеттлуэлла, от брака с которым у неё было трое детей
- Лорд Дэвид Пол Николас Дандас (род. 2 июня 1945), музыкант и актер, 1-я жена с 1971 года Коринна Мейв Вулф Скотт, от брака с которой у него было двое детей; 2-я жена с 1997 года Таина Беттина Брекманн, от которой у него был один сын.
- Лорд Ричард Брюс Дандас (род. 6 января 1951 года), 1-я жена с 1974 года Джейн Мелани Райт, от брака с которой было двое детей; 2-я жена с 1983 года Софи Кэролайн Ласселлз (род. 1958), от которой у него было двое детей; 3-я жена с 1995 года Рут Энн Кеннеди, от брака с которой родился один сын.

Его племянница, Кэролайн Кристи, была замужем за Роком Скалли, менеджером Grateful Dead, а позже, в 1976 году, за Роджером Уотерсом из Pink Floyd. Его племянник, младший брат Кэролайн Вилли Кристи, является фотографом и кинорежиссером.